# Jan Nepomucen Morawski
Jan Nepomucen Morawski (ur. przed 14 maja 1744, zm. po 1794) – pułkownik konfederacji barskiej.

## Życiorys
Urodził się przed 14 maja 1744 w Grzybowie Panieńskim (obecnie przedmieście Gniezna) w rodzinie mieszczańskiej Józefa (rzeźnik) i Jadwigi z domu Radoszewicz. Nie uczęszczał do szkół (jeszcze w 1768 nie umiał czytać ani pisać), ale w Gnieźnie terminował u jednego z mistrzów rzeźnickich. Czeladnik gnieźnieńskiego cechu rzeźnickiego w 1764. Ożenił się z mieszczką Marianną na przełomie 1764/65 roku i miał z nią córkę i trzech synów. Został „młodszym” cechu rzeźnickiego w 1767. Uciekł z miasta w tymże roku, ponieważ popadł w konflikt z radą miejską.
Sformował oddział (głównie z mieszczan) walczący z patrolami rosyjskimi na wieść o wybuchu konfederacji barskiej. Działał samodzielnie uznając później wielkopolskie władze konfederackie, m.in. wsławił się opanowaniem na krótko Gniezna. Uzyskał patent porucznikowski w listopadzie 1768 od Ignacego Malczewskiego i przydział do chorągwi rotmistrza H. Roszkowskiego. Na przełomie listopad/grudzień 1768 brał udział w wyprawie na Pomorze. 3 grudnia w czasie pogromu pod Chojnicami uratował część partii. Został rotmistrzem na zjeździe malanowskim (styczeń/luty 1769) i wkrótce połączył się z Malczewskim. 20 marca dowodził tylną strażą jego dywizji po przegranej bitwie pod Pakością, a zaatakowanej przez Rosjan pod Wilczynem. Po rozpuszczeniu wojska przez Malczewskiego operował w woj. gnieźnieńskim, zagrażając również Poznaniowi. Stoczył potyczki pod Działyniem, Powidzem i Lądem, gdzie w maju 1769 został ranny i z trudem zbiegł. 23 czerwca jego oddział był jednym z pierwszych, który wszedł do opuszczonego przez Rosjan Poznania. 5–8 lipca Morawski otrzymał stopień pułkownika na tzw. kole poznańskim. Latem 1769 działał na Pomorzu: zwyciężył pod Toruniem 21 sierpnia, a 14 września pod Radominem. Dowodził we wrześniu jednym z pułków, a jesień 1769 spędził także na Pomorzu: 8 grudnia przyczynił się do zwycięstwa pod Świeciem i zniósł oddział pruski pod Chojnicami. 29 stycznia 1770 wyróżnił się w bitwie pod Kcynią. W lutym 1770 ubezpieczał wyprawę Malczewskiego na Warszawę. 11 marca 1770 w Dolsku z rąk szlachty nie przyjął godności regimentarza wojsk wielkopolskich, ale nie uznał mianowanego przez Generalność Józefa Zaremby. 5 kwietnia bił się z pod Kościanem uchodząc z Poznania przed wojskami generała Rönnego. W okolicach Wschowy zebrał ponownie oddział i ruszył na Poznań, jednak dostał się do niewoli we wsi Łęczyca. Uciekł z więzienia w Poznaniu 8 czerwca 1770 i podporządkował się Zarembie, ale ulegając namowom Malczewskiego porzucił go. Rywalizacja obu wodzów trwała do aresztowania Malczewskiego w Buku w styczniu 1771. Morawski wraz z Zarembą brał udział w oblężeniu Poznania (gdzie został ciężko ranny) i w bitwie pod Widawą. Został schwytany przez Rosjan pod Piotrkowem 25 czerwca 1771, a po ucieczce aresztowany ponownie i zesłany do Tobolska. W 1774 po amnestii powrócił do kraju i służył do 1794 w chorągwi kawalerii narodowej Łukasza Bnińskiego. Popierał Konstytucję 3 maja. Prawdopodobnie wziął udział w wojnie polsko-rosyjskiej 1792. Od 27 maja w powstaniu kościuszkowskim dowodził jako major pułkiem milicji województwa łęczyckiego, a następnie pułkiem jazdy lekkiej. Od lipca do sierpnia 1794 brał udział w obronie stolicy.
Nie są znane dalsze koleje jego życia oraz data śmierci.

## W kulturze
Na dziejach Morawskiego w czasach konfederacji barskiej oparta jest piosenka Jacka Kowalskiego pt. „Gawęda Szlachecko-Rzeźnicka o Morawskim”. 